# Edifici de l'antiga pastisseria La Lyonesa
L'edifici de l'antiga pastisseria La Lyonesa és una construcció del centre de Terrassa situada al carrer de Sant Pere i protegida com a bé cultural d'interès local.

## Descripció

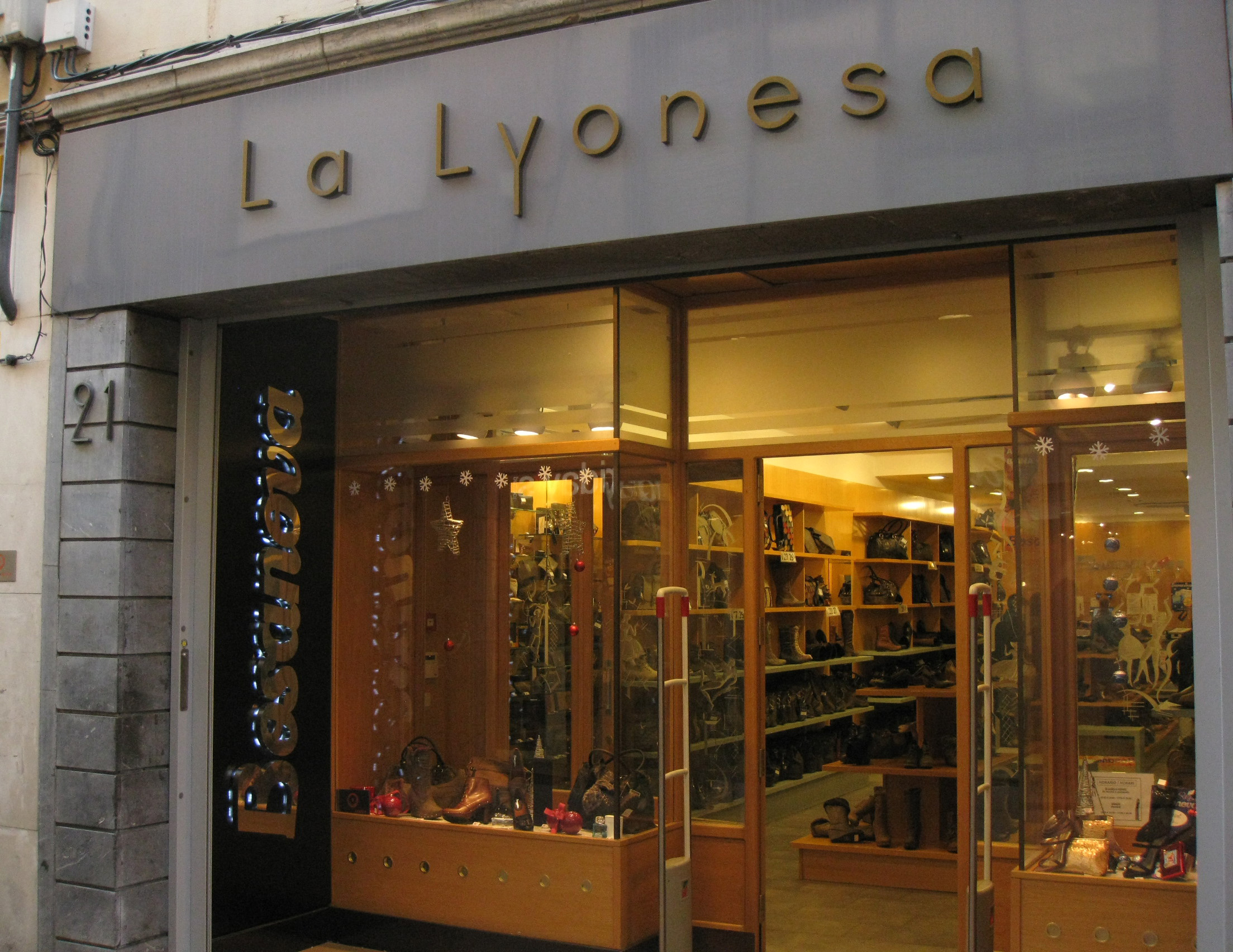
Detall de la façana, amb la nova botiga que ocupa actualment la planta baixa de l'edifici

És un edifici entre mitgeres constituït per planta baixa i dos pisos, utilitzats com a local comercial i habitatges, respectivament. La composició de la façana segueix un ritme d'obertures horitzontal, en contrast amb la verticalitat a què obliga l'estretor de la parcel·la. A la part superior hi ha dues obertures de ventilació rectangulars, unides per una sanefa decorativa. El coronament és amb una cornisa poc pronunciada.
La botiga ocupa la planta baixa i conserva diferents elements originals, com el rètol comercial de l'antiga pastisseria. El conjunt s'insereix dins del corrent racionalista.

## Història
L'edifici fou bastit l'any 1936 per l'arquitecte Ignasi Escudé i Gibert.